# Alhassane Soumah
Alhassane Soumah (* 2. März 1996 in Conakry) ist ein guineischer Fußballspieler.

## Karriere
Soumah kam 2013 nach Italien zu Santarcangelo Calcio. Im selben Jahr wechselte er in die Jugend von Juventus Turin. Im Februar 2015 wurde er an den AC Cesena verliehen.
Zur Saison 2015/16 wurde er nach Ungarn an den Videoton FC weiterverliehen. Sein Debüt in der Nemzeti Bajnokság gab er im Juli 2015, als er am zweiten Spieltag jener Saison gegen Haladás Szombathely in der 55. Minute für Mirko Ivanovski eingewechselt wurde. Bis Saisonende absolvierte Soumah noch zehn weitere Ligaspiele für Videoton.
2016 wurde er nach Belgien an den Zweitligisten Cercle Brügge verliehen. Für Brügge absolvierte er 16 Spiele in der zweithöchsten belgischen Spielklasse, in denen er einen Treffer erzielen konnte, sowie zwei Partien im Abstiegs-Playoff. 2017 wechselte er leihweise zum Schweizer Zweitligisten FC Chiasso. Für Chiasso kam er in der Saison 2017/18 auf acht Spiele in der Challenge League, in denen er ein Tor erzielte.
Zur Saison 2018/19 wurde er an den österreichischen Zweitligisten WSG Wattens verliehen. Hier absolvierte Soumah 14 Partien und stieg mit dem Verein als Meister in die Bundesliga auf. Nach seiner Rückkehr zu Juventus wurde sein auslaufender Vertrag nicht verlängert. Soumah spielte danach in der griechischen zweiten Liga, in seiner guineischen Heimat und in der Serie D Italiens.